# 1277 (szám)
Az 1277 (római számmal: MCCLXXVII) az 1276 és 1278 között található természetes szám.

## A szám a matematikában
A tízes számrendszerbeli 1277-es a kettes számrendszerben 10011111101, a nyolcas számrendszerben 2375, a tizenhatos számrendszerben 4FD alakban írható fel.
Az 1277 páratlan szám, prímszám. Kanonikus alakja 12771, normálalakban az 1,277 · 103 szorzattal írható fel. Két osztója van a természetes számok halmazán, ezek növekvő sorrendben: 1 és 1277.
Az 1277 huszonöt szám valódiosztó-összegeként áll elő, ezek közül a legkisebb is nagyobb 10 000-nél.

## Csillagászat
- 1277 Dolores kisbolygó